# Meldkamer Ambulancezorg
De Meldkamer Ambulancezorg (MKA), vroeger Centrale Post Ambulancevervoer (CPA), is een onderdeel van de Geneeskundige Hulpverlening bij Ongevallen en Rampen. Ze is verantwoordelijk voor het verzorgen van ambulances voor mensen die al dan niet spoedeisende medische hulp nodig hebben. Hieronder valt het 'besteld vervoer' van patiënten tussen een zorginstelling, zoals een ziekenhuis en een andere locatie.
Bij een incident wordt een beller naar het alarmnummer 112 doorgeschakeld naar de MKA, die gewoonlijk in de gemeenschappelijk met brandweer en politie beheerde meldkamer gevestigd is. De MKA regelt de benodigde ambulance(s), Officier van Dienst en andere eenheden zoals het Mobiel Medisch Team of een Geneeskundige Combinatie.
De Meldkamer Ambulancezorg wordt bemand door een verpleegkundig centralist en een uitgiftecentralist. De verpleegkundig centralist is een gespecialiseerd verpleegkundige en die is opgeleid aan de Academie voor Ambulancezorg. Deze neemt de (spoed-)lijnen aan en trieert de meldingen. De uitgiftecentralist alarmeert ambulances en, indien nodig, het mobiel medisch team of een officier van dienst geneeskundig. Daarnaast zorgt de uitgiftecentralist voor een toereikende regiodekking. Naast de verschillende opkomst- en uitrukposten, wordt er in een regio gebruik gemaakt van zogenoemde VWS (voorwaarde scheppende) locaties. Deze bestaan uit een locatie waar een ambulance bemanning tijdelijk kan verblijven. Deze VWS-locaties zijn noodzakelijk om binnen de gestelde tijdsnorm een ambulance op de plek van een incident te doen komen.